# Bartholina
Bartholina là một chi lan thuộc vùng sinh thái Fynbos, Nam Phi. Nó thường được gọi là "Spider Orchid" (lan nhện) do hình dạng hoa giống như chân của nhện.
Tên được nhà khoa học người Đan Mạch Thomas Bartholin đặt vào sau thế kỷ 17.

## Hình ảnh

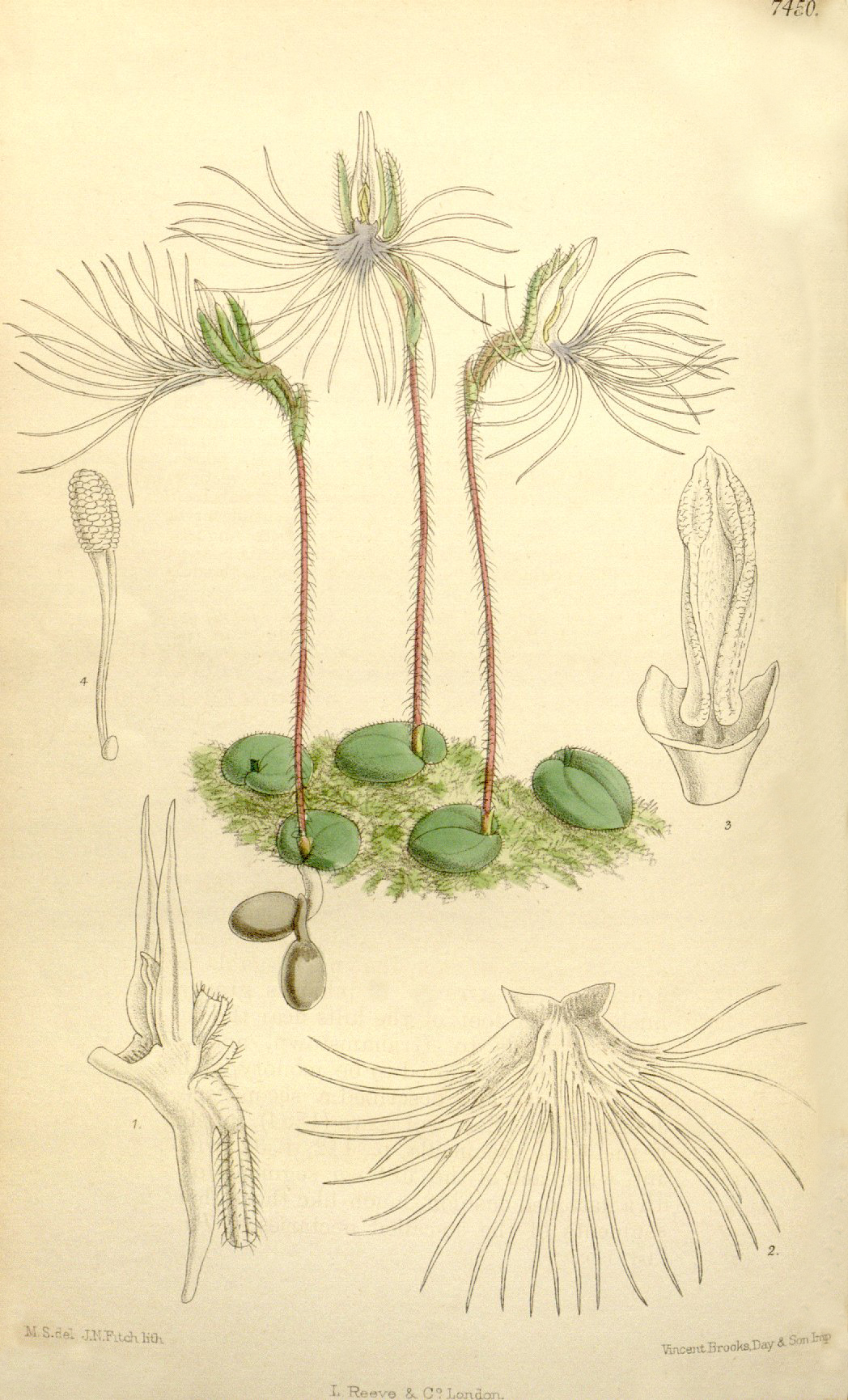